# Red Srebrnog Zmaja
Red srebrnog zmaja je prva neprofitna zagrebačka udruga koja se bavi promicanjem viteštva, srednjovjekovnom oživljenom poviješću i kulturom te očuvanjem starih običaja i vjerovanja.

## Povijest i aktivnosti
Udruga je osnovana 2002. godine. Okuplja uglavnom mlađu populaciju: srednjoškolce, studente, ali i mlade akademski obrazovane građane. Red srebrnog zmaja pokriva povijesno razdoblje od 1380. do 1410. godine. Udruga sudjeluje na većini događanja oživljene srednjovjekovne povijesti u Hrvatskoj, ali i izvan njenih granica (viteški turniri, renesansni festivali, srednjovjekovni sajmovi, itd). Posjeduje vlastiti srednjovjekovni kamp s mnoštvom vojne oprHrvatska|eme, ukrasnih predmeta i srednjovjekovnih rekvizita. Članovi prezentiraju uvježbane viteške borbe te oživljavaju srednjovjekovne bitke i načine ratovanja. Bave se i organizacijom drugih vrsta događanja, poput radionica za mlade u školama i u prirodi, demonstracijama srednjovjekovnih dvoboja na svečanostima, glazbenim video spotovima, kazališnim predstavama, dokumentarcima i filmovima. Udruga se također bavila izdavanjem jedinoga hrvatskoga časopisa ("Grifon") koji je pokrivao teme fantasy tematike, ali i oživljavanja srednjovjekovne povijesti.

## Grb Udruge
Udruga je nekoliko puta mijenjala službeni grb. U stvaranju konačne inačice grba sudjelovao je i poznati hrvatski ilustrator Milivoj Ćeran, koji je dulje razdoblje obnašao dužnost dopredsjednika/vojvode Udruge. Štit grba sastoji se od crnih i crvenih polja na kojima stoji srebrni zmaj. Crvena boja (gules) stoji za snagu i ratničku čast, a crna (sable) za stalnost. Zmaj označava čuvara blaga, u ovom slučaju to se odnosi na hrvatsku povijesnu i kulturnu baštinu. Srebrna boja (argent) označava iskrenost. U gornjem lijevom kutu nalazi se pero koje predstavlja pismenost, književnu i kulturnu ulogu Reda srebrnog zmaja (prvenstveno časopis “Grifon”), a u donjem desnom kutu nalazi se mač koji predstavlja borbeni aspekt Udruge u oživljavanju srednjovjekovnih i ranonovovjekovnih ratnih vještina. Iznad grba nalazi se viteška kaciga s krunom na kojoj stoji zlatni grifon. Grifon je također mitski zaštitnik blaga s jednakim značenjem kao i zmaj, a predstavlja i njihov časopis i misiju očuvanja kulture i povijesti. Zlatna boja (or) označava velikodušnost. Grb je opleten crnim i crvenim lentama.

## Poveznice
1. Službena stranica Reda Srebrnog Zmaja  Arhivirana inačica izvorne stranice od 8. srpnja 2019. (Wayback Machine)